# Medare
Medare (Servisch cyrillisch Медаре) is een plaats in de Servische gemeente Sjenica. De plaats telt 384 inwoners (2002).